# Rio Alceu
O Rio Alceu é um rio da Romênia afluente do rio Crişul Repede, localizado no distrito de Bihor.